# Pfalzgrafenweiler
Pfalzgrafenweiler település Németországban, azon belül Baden-Württembergben. Lakosainak száma 7232 fő (2023. december 31.).

## Népesség
A település népessége az elmúlt években az alábbi módon változott:
| Lakosok száma | 3936 | 4644 | 4969 | 5160 | 5353 | 6422 | 6802 | 7123 | 7052 | 7232 |
|               | 1961 | 1967 | 1974 | 1980 | 1987 | 1993 | 2000 | 2006 | 2013 | 2023 |